# Infuzija
Infúzija je v farmaciji in medicini parenteralna farmacevtska oblika, v obliki sterilne vodne raztopine ali emulzije, ki se v primerjavi z injekcijo daje v velikih prostorninah (običajno več od 100 ml) in v daljšem časovnem intervalu.
Najpogostejša pot uporabe infuzije je intravenska, lahko pa se dajejo tudi podkožno, intraosalno (v intraosalni kanal ali v spongiozno kostnino) …
Infundiranje zdravila lahko poteka s pomočjo težnosti (kapalna infuzija), pri čemer je treba steklenico/vrečo z infuzijsko tekočino namestiti dovolj visoko, da tekočina teče v žilo s primerno hitrostjo. Vse pogosteje pa se uporabljajo posebne črpalke, ki s predpisano hitrostjo dovajajo zdravilo v žilo.

## Intravenska infuzija
Infuzije se najpogosteje dajejo po intravenski poti. Uporabljajo se, ko je treba v krvi doseči stalne koncentracije zdravila v daljšem časovnem razponu (na primer pri določenih antibiotikih). S kontinuiranim infundiranjem zdravila, ko se nova infuzija začne aplicirati takoj, ko se konča apliciranje predhodne infuzije, se zmanjša nihanje koncentracij zdravila v krvnem obtoku. Poleg kontinuiranega infundiranja se uporablja tudi prekinitveno infundiranje, pri čemer se zdravilo infundira določen čas, sledi premor, nato zopet nov odmerek infuzije. Prekinitveno infundiranje se uporablja na primer pri zdravilih, ki niso stabilna daljši čas v raztopini (ki bi bil potreben za kontinuirano dajanje) ali pa na primer zato, da se lahko v vmesnem času aplicira drugo zdravilo, ki se ne sme dajati sicer istočasno po istem kanalu.
Če bolnik potrebuje infuzije večkrat ali dlje časa, se v žilo običajno vstavi t. i. intravenski kanal, ki ostane v žili več ur ali celo dni in prek katerega se lahko daje infuzijo večkrat ali kontinuirano.